# Chemokin

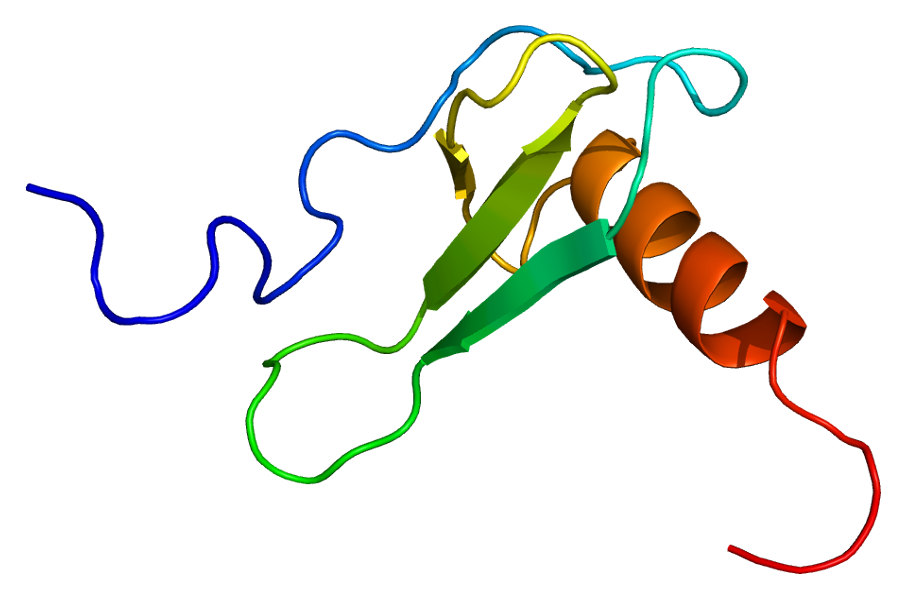
CCL11: Ukázka struktury chemokinů, na příkladu chemokinu CCL11 z rodiny CC.

Chemokiny, někdy označované také jako chemotaktické cytokiny, představují skupinu malých cytokinů s chemotaktickým účinkem, jejichž hlavní funkcí je regulace migrace buněk. Jedná se o nízkomolekulární (8-12 kDa), strukturně velmi konzervované peptidy, které jsou klasifikovány podle společných strukturních charakteristik a přítomnosti cysteinových zbytků v konzervovaných oblastech do čtyř skupin: CC, CXC, CX3C a C chemokiny. Tyto čtyři skupiny chemokinů se odlišují nejen strukturně, ale i funkčně. Chemokiny se vyskytují u všech obratlovců, u člověka je v současné době známo přibližně 50 chemokinů a přes 20 chemokinových receptorů.
Název chemokinů a jejich receptorů se skládá z názvu rodiny, který je doplněn o písmeno "L" (ligand) nebo "R" (receptor) a pořadového čísla. Většina chemokinů má také další označení, která jsou odvozená od jejich funkce.
Chemokiny jsou produkovány v zánětlivých, ale i v homeostatických procesech. Zánětlivé chemokiny jsou vyvolávány během imunitní odpovědi a regulují přísun imunitních buněk do místa infekce, zatímco homeostatické chemokiny se podílejí na regulaci migrace buněk při normálních procesech údržby a vývoje ve tkáních. Jsou sekretovány jak buňkami imunitního systému, tak i buňkami dalších tkání organismu.
Chemokiny plní své biologické funkce prostřednictvím vazby na specifické receptory. Jedná se o receptory asociované s trimerními G-proteiny na povrchu cílových buněk. Většina receptorů rozpoznává několik různých chemokinů a jeden chemokin se může vázat na několik receptorů . Navázání chemokinu na receptor způsobuje změny v adhezi a pohyblivosti leukocytů a jejich chemotaktické nasměrování do poškozených tkání.

## Struktura

### Primární struktura

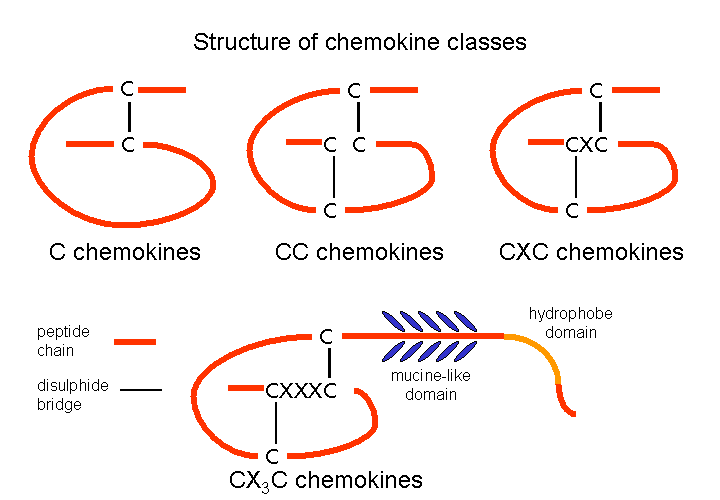
Rodiny chemokinů na základě jejich struktury.

Primární struktura chemokinů je definovány přítomností čtyř cysteinových zbytků, které tvoří disulfidické vazby, a tím určují vyšší organizační struktury chemokinů. První a druhý cysteinový zbytek se nachází blízko N konce, třetí přibližně uprostřed sekvence, čtvrtý se nachází blízko C konce. První cysteinový zbytek tvoří vazbu se třetím, druhý se čtvrtým. Na základě přítomnosti dalších aminokyselin mezi prvními dvěma (N-koncovými) cysteinovými zbytky se chemokiny dělí do 4 strukturních rodin:
1. C chemokiny (γ chemokiny)
2. CC chemokiny (β chemokiny)
3. CXC chemokiny (α chemokiny)
4. CX3C chemokiny (δ chemokiny)

X označuje počet aminokyselin oddělující první a druhý cysteinový zbytek. CC chemokiny mají dvě disulfidické vazby vedle sebe, zatímco u chemokinů rodin CXC a CX3C jsou disulfidické vazby odděleny jednou, respektive třemi aminokyselinami. Výjimkou je rodina C chemokinů, která obsahuje jenom dva cysteinové zbytky, které tvoří jednu disulfidickou vazbu. V rámci jednotlivých rodin vykazují chemokiny 20 - 70% homologii ve své aminokyselinové sekvenci.

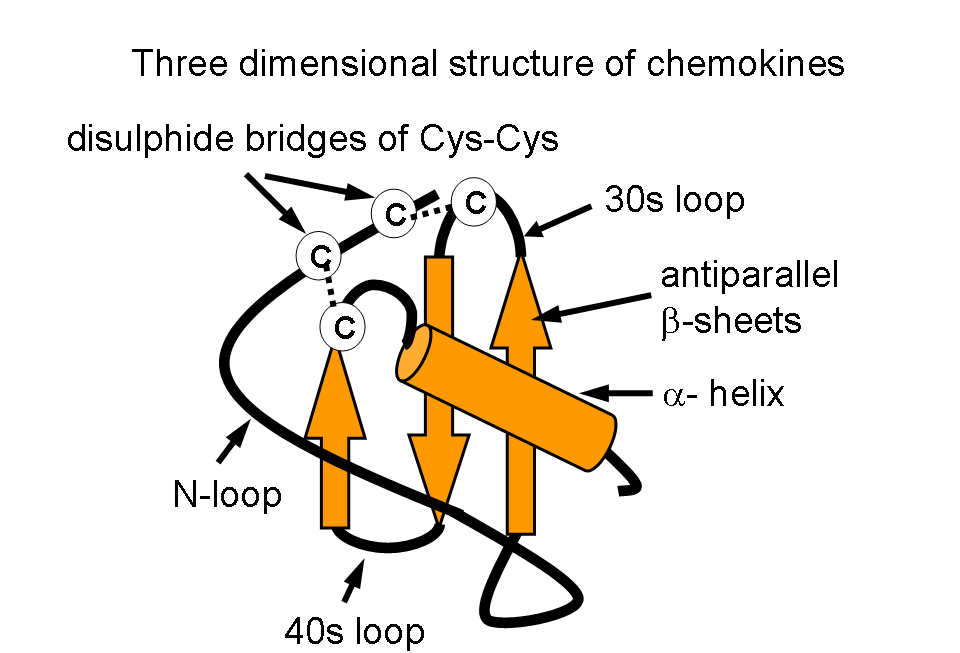
3D struktura chemokinů.

### Sekundární struktura
Sekundární struktura chemokinů je vysoce konzervovaná. Na N-konci se nachází velmi flexibilní doména, následovaná dlouhou N-terminální smyčkou. V centrální části se nachází trívláknový antiparalelní β-list, následovaný C-terminálním α-helixem.

### Kvarterní struktura
Základní funkční jednotkou je monomer, chemokiny ale také tvoří dimery, mohou ale tvořit i tetramery a další oligomery s vyšším počtem podjednotek. Struktura oligomerů je různá, platí ale, že v rámci jednotlivých rodin jsou dimery jednotlivých cytokinů strukturně podobné. V případě CC chemokinů probíhá dimerizace pomocí antiparalelních β-listů, v případě CXC chemokinů pomocí dvou α-helixů.

Ukázka signalizace chemokinového receptoru CXCR4

## Chemokinové receptory
Chemokiny se vážou na chemokinové receptory na povrchu buňky, doposud bylo identifikováno 28 receptorů. Pro chemokiny a jejich receptory je významná jejich promiskuita - jeden chemokin se může vázat na více receptorů, jeden receptor může vázat více chemokinů.

### Struktura a signalizace
Chemokinové receptory jsou spřažené s G proteiny (GPCRs), konkrétně se jedná o receoptory označované jako 7TM, jelikož obsahují 7 transmembránových domén. Jsou tvořeny N-teminální extracelulární doménou, sedmi transmembránovými doménami, třemi extracelulárními smyčkami a C-terminálním koncem. Nejdřív dochází k interakci globulárního centra chemokinů s povrchem receptoru, což umožní následnou interakci mezi N-koncem chemokinu a vazebném místě na 7TM doméně receptoru. Tato interakce pak vyvolá G-proteinovou signalizaci, která vede k aktivaci fosfolipázy C, která produkuje inositoltrifosfát (IP3) a diacylglycerol (DAG). IP3 pak aktivuje mobilizaci vápníku, zatímco DAG aktivuje proteinkinázu C (PKC).Také dochází k aktivaci fosfatidylinositol 3-kinázy (PI3K), která generuje 3-fosfatatidylinositol, který pak aktivuje proteinkinázu B (Akt)  Tyto dráhy vedou ke změně genové exprese, která vede ke konkrétním procesům, v závislosti na chemokinu, který signalizaci vyvolal. Jedná se hlavě o chemotaxi, aktivaci imunitních buněk, či interagování s adhezivními molekulami.

## Funkce

Chemotaxe buněk na základě chemokinového gradientu.

Chemokiny jsou produkovány převážně endoteliálními buňkami, trombocyty a lymfocyty. Hlavní funkcí chemokinů je utváření chemotaktických gradientů, které slouží pro migrace buněk imunitního systému do cílových tkání. Po uvolnění z buňky se chemokiny ve formě dimerů vážou na glykosaminoglykany (GAG) na povrchu endoteliálních buněk a extracelulární matrix. To pak utváří rovnovéhu volných a vázaných, monomerních a dimerních chemokinů, což umožňuje tvorbu chemotaktického gradientu. Signalizace z chemokinových receptorů pak umožňuje cílení pohybu imunitních buněk do místa zánětu. Chemokiny nepůsobí pouze na imunitní buňky, chemokinové receptory najdeme i na neuronech, epiteliálních buňkách, endoteliálních buňkách, mezenchymálním buňkách , ale i nádorových buňkách, kde nejspíš hrají roli v metastazování a mohou být tak cílem nádorové imunoterapie. Mezi další funkce chemokinů patří například regulace angiogeneze  nebo antimikrobiální působení.
Chemokiny se dělí na homeostatické a zánětlivé:

### Homeostatické chemokiny
Homeostatické chemokiny jsou za normálních podmínek produkovány konstitutivně a jejich hlavní funkcí je reguluce pohybu buněk a homing do konkrétních tkání. Chemokinová signalizace CXCR4 - CXCL12 je například zásadní pro vytvoření niky hematopoetických kmenových buněk v kostní dřeni. Obdobně CCL21 a CCL19 atrahuje CCR7+ T buňky a CXCL13 atrahuje CXCR5+ B buňky do lymfatických uzlin.

### Zánětlivé chemokiny
Zánětlivé chemokiny jsou produkovány leukocyty po jejich aktivaci, jejich produkce je často vyvolávána pro-zánětlivými mediátory (TNF, IL-6, IFN-γ), případně přímou stimulací mikrobiálními produkty. Funkcí prozánětlivých chemokinů je atrakce zánětlivých buněk do poškozené tkáně (místa zánětu). Mezi zánětlivé chemokiny se řadí CCL1-5 a CXCL1-11 (CXCL1-8 atrahují neutrofily a CXCL9-11 T buňky).

## Rodiny chemokinů

### CC chemokiny
CC chemokiny, také označované jako β chemokiny, tvoří rodinu chemokinů, které jsou charakteristické přítomností dvou sousedících disulfidických vazeb. Rodina obsahuje 27 chemokinů, které jsou označovány CCL1 - CCL27, část genů pro tyto chemokiny se nachází na 17. chromozomu. Mezi CC chemokiny patří skupina chemokinů, které atrahují monocyty, např.: CCL2 (MCP-1), CCL7 (MCP-3), CCL8 (MCP-2), CCL13 (MCP-4). Dále CC chemokiny působí také na bazofily, eosinofily, T-lymfocyty a NK buňky. 
Zástupcem této rodiny je například CCL2, jehož hlavní funkcí je atrakce monocytů do místa zánětu. CCL2 je produkován stromálními a imunitními buňkami po stimulaci PRR (nebo cytokinové stimulaci). CCL2 poté dimerizuje a váže se na GAG v extracelulární matrix a vytváří chemotaktický gradient pomocí kterého monocyty migrují do místa zánětu.
| CC chemokiny | CC chemokiny                        | CC chemokiny           |
| Název        | Další označení                      | Receptor               |
| ------------ | ----------------------------------- | ---------------------- |
| CCL1         | I-309, TCA-3                        | CCR8                   |
| CCL2         | MCP-1                               | CCR2                   |
| CCL3         | MIP-1a                              | CCR1                   |
| CCL4         | MIP-1β                              | CCR1, CCR5             |
| CCL5         | RANTES                              | CCR5                   |
| CCL6         | C10, MRP-2                          | CCR1                   |
| CCL7         | MARC, MCP-3                         | CCR2                   |
| CCL8         | MCP-2                               | CCR1, CCR2, CCR5       |
| CCL9/CCL10   | MRP-2, CCF18, MIP-1?                | CCR1                   |
| CCL11        | Eotaxin                             | CCR2, CCR3, CCR5       |
| CCL12        | MCP-5                               |                        |
| CCL13        | MCP-4, NCC-1, Ckβ10                 | CCR2, CCR3, CCR5       |
| CCL14        | HCC-1, MCIF, Ckβ1, NCC-2, CCL       | CCR1                   |
| CCL15        | Leukotactin-1, MIP-5, HCC-2, NCC-3  | CCR1, CCR3             |
| CCL16        | LEC, NCC-4, LMC, Ckβ12              | CCR1, CCR2, CCR5, CCR8 |
| CCL17        | TARC, dendrokine, ABCD-2            | CCR4                   |
| CCL18        | PARC, DC-CK1, AMAC-1, Ckβ7, MIP-4   |                        |
| CCL19        | ELC, Exodus-3, Ckβ11                | CCR7                   |
| CCL20        | LARC, Exodus-1, Ckβ4                | CCR6                   |
| CCL21        | SLC, 6Ckine, Exodus-2, Ckβ9, TCA-4  | CCR7                   |
| CCL22        | MDC, DC/β-CK                        | CCR4                   |
| CCL23        | MPIF-1, Ckβ8, MIP-3, MPIF-1         | CCR1                   |
| CCL24        | Eotaxin-2, MPIF-2, Ckβ6             | CCR3                   |
| CCL25        | TECK, Ckβ15                         |                        |
| CCL26        | Eotaxin-3, MIP-4a, IMAC, TSC-1      | CCR3                   |
| CCL27        | CTACK, ILC, Eskine, PESKY, skinkine | CCR10                  |
| CCL28        | MEC                                 | CCR3, CCR10            |

### CXC chemokiny
CXC chemokiny, také označovaná jako α chemokiny, tvoří rodinu chemokinů, které jsou charakteristické přítomností jedné aminokyseliny oddělující N-terminální disulfidické vazby. Rodina obsahuje 17 chemokinů, které jsou označovány CXCL1 - CXCL17. Část chemokinů tvoří clustr na 4. chromozomu, který obsahuje geny pro chemokiny, které působí převážně na neutrofily. Tyto chemokiny mají na N-konci sekvenci Glu-Leu-Arg (tzv. ELR motiv), který je důležitý pro interakci s receptorem. Většina chemokinů této rodiny se váže na receptory CXCR1 a CXCR2. Zástupcem této rodiny je například CXCL8, neboli IL-8, neutrofil-aktivační protein, který se řadí mezi prozánětlivé cytokiny a podílí se na atrakci neutrofilů do místa zánětu.
| CXC chemokiny | CXC chemokiny             | CXC chemokiny |
| Název         | Další označení            | Receptor      |
| ------------- | ------------------------- | ------------- |
| CXCL1         | Gro-a, GRO1, NAP-3, KC    | CXCR2         |
| CXCL2         | Gro-β, GRO2, MIP-2a       | CXCR2         |
| CXCL3         | Gro-?, GRO3, MIP-2β       | CXCR2         |
| CXCL4         | PF-4                      | CXCR3B        |
| CXCL5         | ENA-78                    | CXCR2         |
| CXCL6         | GCP-2                     | CXCR1, CXCR2  |
| CXCL7         | NAP-2, CTAPIII, β-Ta, PEP |               |
| CXCL8         | IL-8, NAP-1, MDNCF, GCP-1 | CXCR1, CXCR2  |
| CXCL9         | MIG, CRG-10               | CXCR3         |
| CXCL10        | IP-10, CRG-2              | CXCR3         |
| CXCL11        | I-TAC, β-R1, IP-9         | CXCR3, CXCR7  |
| CXCL12        | SDF-1, PBSF               | CXCR4, CXCR7  |
| CXCL13        | BCA-1, BLC                | CXCR5         |
| CXCL14        | BRAK, bolekine            |               |
| CXCL15        | Lungkine, WECHE           |               |
| CXCL16        | SRPSOX                    | CXCR6         |
| CXCL17        | DMC, VCC-1                |               |

### C chemokiny
C chemokiny, také označované jako γ chemokiny, tvoří rodinu chemokinů, které obsahují pouze jednu N-terminální disulfidickou vazbu. V současné době jsou známé pouze dva členové této rodiny: XCL1 a XCL2, také označované jako lymfotaktiny. Jsou důležité pro chemotaxi T a NK buněk, nejspíš se podílejí i na interakci mezi APC a T buňkami, vývoji CD8+ odpovědi a vývoji Treg buněk a zachování centrální tolerance.  
| C chemokiny | C chemokiny                  | C chemokiny |
| Název       | Další označení               | Receptor    |
| ----------- | ---------------------------- | ----------- |
| XCL1        | Lymphotactin a, SCM-1a, ATAC | XCR1        |
| XCL2        | Lymphotactin β, SCM-1β       | XCR1        |

### CX3C chemokiny
CX3C chemokiny, také označované jako δ chemokiny, tvoří rodinu chemokinů, které mají N-terminální disulfidické vazby oddělené třemi aminokyselinami. V současné době je známý pouze jeden člen této rodiny: CX3CL1, který kromě funkce chemotaktické, může fungovat i jako adhezivní molekula a hraje roli ve fyziologii nervového systému, kde je důležitý pro interakci mikroglií a neuronů.  
| CX3C chemokiny | CX3C chemokiny                   | CX3C chemokiny |
| Název          | Další označení                   | Receptor       |
| -------------- | -------------------------------- | -------------- |
| CX3CL1         | Fractalkine, Neurotactin, ABCD-3 | CX3CR1         |